# Château de la Fraineuse
Le château de la Fraineuse est un château situé près de Spa en Belgique.

## Historique
Il est construit par l'architecte Charles Étienne Soubre (1846 – 1915) dans un style néoclassique.
Il sert de dernière résidence à l'empereur Guillaume II durant la Première Guerre mondiale avant son abdication et son exil en Hollande. C'est dans ce château qu'a eu lieu en 1920 la Conférence de Spa, conférence diplomatique traitant des réparations de guerre dues par les Allemands.
Le site héberge depuis 1967 un centre sportif.
Les façades et les toitures ont été classées monument historique en 1992.